# Kristoffer Larsen
Kristoffer Knudsen Larsen (født 19. januar 1992) er en norsk fodboldspiller.

## Karriere
Larsen er født i Bergen og startede sin karriere i Vestsiden-Askøy IL. Som 18-årig fik han chancen i A. C. Milans samarbejdsklub Bellinzona på en lejeaftale. Larsen vendte herefter tilbage til Bergen, hvor han færdiggjorde 2010-sæsonen med Askøy, før han skiftede til Brann forud for 2011-sæsonen.
Han fik sin debut i Tippeligaen, da han blev skiftet ind i stedet for Diego Guastavino i det 77. minut i en kamp mod Strømsgodset den 7. august 2011.
Den 3. juni 2016 blev det offentliggjort, at Larsen skiftede til Lyngby Boldklub, hvor han skrev under på en toårig aftale. Han fik sin debut i Superligaen den 16. juli, da han blev skiftet ind i det 63. minut i stedet for Mikkel Rygaard i 3-0-nederlaget ude til F.C. København.
Den 30. januar 2018 blev det offentliggjort at Kristoffer Larsen skiftede til Norske Sarpsborg 08.